# Conseil de Sorell
Le Conseil de Sorell est une zone d'administration locale située dans le sud-est de la Tasmanie en Australie.